# Iglesia de Saint James (Sídney)
La iglesia de Saint James, (en español, iglesia de Santiago) conocida comúnmente como St James, King Street, es un templo parroquial anglicano, situado en la parte antigua de Sídney, Australia, consagrado en febrero de 1824 y llamado así, en honor del apóstol Santiago el Mayor. Se convirtió en iglesia parroquial en 1835. Diseñado por el arquitecto y exconvicto Francis Howard Greenway, durante el gobierno de Lachlan Macquarie, St. James es parte del sector histórico de Macquire Street, que incluye otras construcciones de la era colonial temprana, como Hyde Park Barracks. La iglesia es la más antigua existente en la parte antigua de la ciudad de Sídney. Está listada en el Registro nacional de Estado y ha sido descrita como uno de los 80 mayores tesoros hechos por el hombre del país.
La iglesia mantuvo su función especial en la vida religiosa, cívica y musical de la ciudad, así como su asociación estrecha con las profesiones legales y médicas de la ciudad, gracias a su cercanía con el Palacio de Justicia y el Hospital de Sídney. El sacerdocio original se dirigió a la población de convictos de Sídney y ha continuado su servicio a los pobres y necesitados de la ciudad durante siglos.
El culto en St James se realiza en un estilo que sigue las tradiciones vinculadas comúnmente a la Alta Iglesia Anglicana, o anglocatólicas. Mantiene las tradiciones musicales de la Iglesia Anglicana, con un coro con hábito cantando salmos e himnos, en contraste a la gran mayoría de las iglesias en la diócesis Anglicana de Sídney, en las cuales el culto se celebra de maneras asociadas con las prácticas de la Baja Iglesia Anglicana o Evangelista. La enseñanza en St James tiene una perspectiva considerada más liberal que muchas iglesias de la diócesis, en materia de género o respecto a la ordenación de mujeres.

## Ubicación
La iglesia de St James se encuentra en King Street n.º 173, Sídney, el distrito legal y comercial, cerca de Hyde Park y adyacente a Queen's Square. La iglesia forma parte de un grupo de notables edificios coloniales a lo largo de la calle Macquarie, que se extiende desde Queens Square hasta la bahía de Sídney. Cuando fue construida, la iglesia y los edificios cercanos eran " las estructuras más distinguidas de Sydney...en la parte más alta, y, socialmente hablando, en la mejor parte de la ciudad".
Geográficamente la parroquia de St James es una de las 57 parroquias del condado de Cumberland, Nueva Gales del Sur, e inicialmente compartía responsabilidad por un área que se extendía hasta Sydney Heads. Saint James adquirió su propia parroquia en 1835.
Sus límites desde entonces han quedado esencialmente sin cambios.
La estación subterránea de ferrocarril tiene su nombre por la iglesia. El distrito alrededor de la iglesia es informalmente conocido como St. James.

## Historia

### Fundación y consagración
El edificio de la iglesia de St James fue comisionado por el gobernante Lachlan Macquarie en 1819, diseñado por el convicto arquitecto Francis Greenway y construido entre 1820 y 1824 con uso de Trabajos forzados. El gobernador Macquarie y el comisionado John Bigge pusieron la primera piedra el jueves 7 de octubre de 1819. El edificio estaba dirigido originalmente a ser un juzgado ya que Macquarie tenía planeado construir una gran catedral en la ubicación de la presente catedral de San Andrés, pero se detuvo por la intervención de Bigge que había sido designado para llevar una Comisión Real al gobierno colonial. Bigge había aprobado el proyecto de los juzgados originalmente, pero en febrero de 1820, menos de 5 meses de su llegada, recomendó fuertemente su conversión en una iglesia. "La razón del cambio de decisión de Bigge puede ser encontrada en la designación, tres años después, de su cuñado [y secretario], Mr TH Scott, un comerciante de vino, como Archidiácono". El diseño de los juzgados fue modificado antes de la construcción con la adición de un campanario en le lado oeste, para servir como iglesia, mientras que los edificios escolares adyacentes se les dio uso de juzgados. El primer culto se dio en la aun no acabada iglesia, en el día de la epifanía, 6 d enero de 1822, con el texto de Isaías, capítulo 60: "¡Levántate, resplandece!, porque ha venido tu luz, y la gloria de Jehová ha nacido sobre ti.". El Sydney Gazette anticipó que, cuando fuese equipado con casetas y galerías, podría albergar hasta 2000 personas. a iglesia fue consagrada por el capellán superior, el reverendo Samuel Mardsen, el 11 de febrero de 1824.

### Primeros años: 1824–38

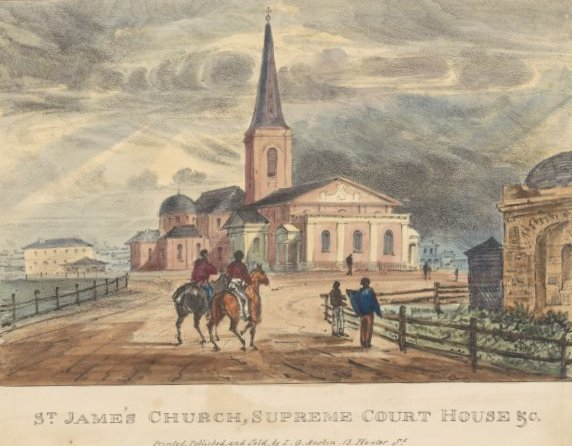
Iglesia de St James' en 1836, litógrafo. Robert Russel. impreso por John Gardiner Austin

Antes de la construcción de St James', la población creciente de Sídney había sido servida por la iglesia de St Philip's, en York Street. No obstante, como St James' tenía más capacidad para contener personas que St James' y se llevaban a cabo las reuniones del clero así como las ordenaciones ahí, rápidamente se convirtió en el centro oficial de actividades de la iglesia.
Había una preocupación tanto oficial como general respecto a la falta de moralidad dentro de la población mayormente masculina, y el establecimiento de iglesias y de educación se consideraba como el método de combatir esto. El historiador del siglo XIX, Edward Symonds, dio crédito de "un tono mejor espiritual y moralmente" en la colonia a "iglesias decentes" y "la vanguardia de clero adicional, encabezado por el Reverendo William Cowper, en 1808" El primer rector de St James', el reverendo Richard Hill, fue ordenado específicamente por el ministerio colonial y enviado desde Londres como asistente de William Cowper en St Philips. Hill era energético y buen organizador, con visión progresiva respecto a la educación. Él promovió muchos proyectos para ayudar a la comunidad, incluyendo una escuela de infantes en la Cripta de la iglesia y una Escuela dominical.
El enfoque de la Liturgia de la iglesia en ese tiempo era predicar y el interior de la iglesia lo reflejaba- La parte este de la iglesia contenía un púlpito de tres pisos puesto en el centro, desde el cual el culto se dirigía y se predicaban los sermones. Desde este púlpito predicaron los obispos Borughton, Pattinson, Selwyn, Barker, y Barry. El escribano de la parroquia llevó a la congregación en respuestas desde su más bajo nivel. Entre las tres ventanas que en ese tiempo ocupaban el muro este, había dos grandes paneles exhibiendo las palabras del Padre nuestro, El Credo, y los Diez Mandamientos. La iglesia estaba llena de bancos en caja que se encontraban uno frente al otro a través del pasillo central. La parte oeste contenía una galería, que se encuentra aun ahí, para los convictos. Los bancos eran rentados para funcionar como un ingreso para la iglesia y en su totalidad acomodado en "un orden social rígido" con los pobres ocupando los asientos gratuitos. Los cultos dominicales consistían en rezos de mañana y de tarde, con las comuniones solo llevándose a cabo ocasionalmente además de los cultos regulares. Por esta razón no había un énfasis visual en la mesa de comunión, la cual era una pequeña mesa portable, y sin retablos.
St James pasó por un escándalo importante en los tardíos 1820 (" un periodo de riñas personales y controversias violentas en los periódicos") cuando el secretario y cuñado del comisionado Bigge, Thomas Hobbes Scott, quien había sido convertido en Archidiácono de Nueva Gales del Sur en 1825, entró en conflictos con el feligrés Edward Smith Hall. El Archidiácono Scott ordenó que Hall debía desocupar la banca que había rentado en St James' para él y sus seis hijas. Como Hall seguía ocupando la banca, los policías fueron a los cultos de los domingos para prevenir que ocupase la banca embarcándola y asegurándola con bandas de acero. Hall, crítico respecto al Archidiácono y el gobernador Ralph Darling, también era dueño en sociedad con Arthur Hill del periódico The Monitor. Él publicó un ataque al Archidiácono, por lo cual fue demandado por difamación. Las cortes lo multaron sólo 1 libra y lo colocaron en un bono. Hall entonces apeló a Reginald Heber, obispo de Calcuta (que era una autoridad eclesiástica importante en ese tiempo) y a la ley donde fue otorgado 25 libras por daños. El Archidiácono, quien era muy impopular, regresó a Londres en 1828.
La primera alteración importante a la iglesia fue el cerrar el pórtico sur para formar una sacristía. En 1832 John Verge construyó otra sacristía en la parte este de la iglesia, en concordancia con el estilo arquitectónico de Greenway. El crecimiento de la congregación necesitó de cambios posteriores. Se agregaron las galerías así como los muros norte y este. Como resultado de la sacristía las tres ventanas este fueron bloqueadas, y el interior sufrió incrementalmente de falta de iluminación con cada cambio. La solución de Verge fue perforar y hacer rosetones para iluminar las galerías.
En 1836, el reverendo Richard Hill tuvo un ataque de Apoplejía en la sacristía y murió. Después de este evento dramático, y mientras la iglesia aún estaba de luto, el reverendo William Grant Broughton se instaló como obispo de Australia durante un oficio en St James' que duró 5 horas. Ya que los planes de Macquarie de construir una nueva catedral en George Street no se cumplieron, Broughton actuó como si St James fuese una Procatedral. Robert Cartwrhight y después Napoleon Woodd sucedieron a Richard Hill en St James'.

### Sacerdocio de Robert Allwood: 1840–84
En 1839 el reverendo Robert Allwood, educado en el Colegio Eton y la Universidad de Cambridge, llegó a Sídney y fue asignado a St James' por el obispo Broughton en cuya parroquia ofició durante 44 años hasta su retiro en 1884. Allwood era un patrón importante en la educación en Sídney Victoriana. Bajo el, la escuela parroquial se expandió y su colegio de entrenamiento de maestros se convirtió en una "escuela modelo". También fue el tutor principal en el Colegio de St James', que originalmente conoció en el pastoral en St james (en la esquina entre las calles King y Macquarie) hasta que fue transferido a Lyndhurst en Glebe, South Wales.
En 1848, St James' fue la sede de un funeral militar completo, "asistido por 150 carruajes" y en 1878 Allwood ofició en la boda de Nora Robinson y Alexander Kirkham Finlay. Como la segunda boda virreinal en la colonia esta ceremonia fue asistida por muchos mandatarios y atrajo una multitud "abrumadora" de 10,000 espectadores .
A diferencia de Hill, Allwood advocaba a los principios del Movimiento de Oxford (también conocido como "Tractarianismo"después de su publicación en Tracts for the Times), lo cual estresó la continuidad histórica de la Iglesia de Inglaterra, y puso mucha importancia en los sacramentos y la liturgia. "La culminación" de una moda hacia el Tractarianismo en la colonia fue la fundación en 1845, del colegio de St James' - "el primer seminario para la formación de ordenados". Sin embargo, muchos Anglicanos de la colonia estaban molestos con las tendencias Tractarianas porque los Católicos "eran equiparados con los Irlandeses" y con el "romanismo". "Serios conflictos de opinión en asuntos de doctrina" empezaron a "escalar al debate público mientras las influencias del movimiento de Oxford se comenzaba a sentir en las colonias australianas" en 1840.
Los sermones de Allwood eran breves y la comunión era celebrada cada domingo. El órgano, que había sido instalado en 1827, fue movido al espacio de la sacristía del sur, y el púlpito y el escritorio de lectura acomodados al frente del órgano, donde pudieran ser vistos desde cualquier parte de la iglesia. La mesa santa continuó ubicada en la parte este del edificio. El obispo Broughton apoyó la visión Tractariana de Allwood, pero su sucesor, Frederic Barker, quien se convirtió en obispo en 1855. era fuertemente evangelista. La división en el estilo de la ética entre St James' y la "iglesia baja"  que predominó en la diócesis de Sídney comenzó en este periodo.

### Cambios: 1884–1904
Durante los años de 1880 Sídney se convirtió en una ciudad próspera, el comercio y la industria florecieron, y los suburbios se expandieron, Mientras más iglesias se construían menos personas vivían en l centro de la ciudad, la congregación de St. James se hizo más pequeña. El reto que encaró fue profesar efectivamente a los obreros, más que a os pobladores, para servir a los pobres de la ciudad, y atraer a aquellos cuya preferencia por el estilo de adoración, la predicación de temas actuales e intelectual distinguía a St James' de las otras nuevas iglesias parroquiales.
El joven Henry Latimer Jackson, de Cambridge, fue designado en 1885. El introdujo servicios entre semana y una revista llamada The Kalendar , uno de los primeros periódicos parroquiales en Sídney. También dio pláticas en la Universidad de Sídney, dio conferencias, habló en un sínodo y actuó como secretario de la nueva Sydney Church of England Boy's Grammar School. Sin embargo, sus sermones eran simplemente descritos como "no contrariados, simplemente no entendidos" Renunció en 1895 después de aceptar un puesto en la Diócesis de Ely.

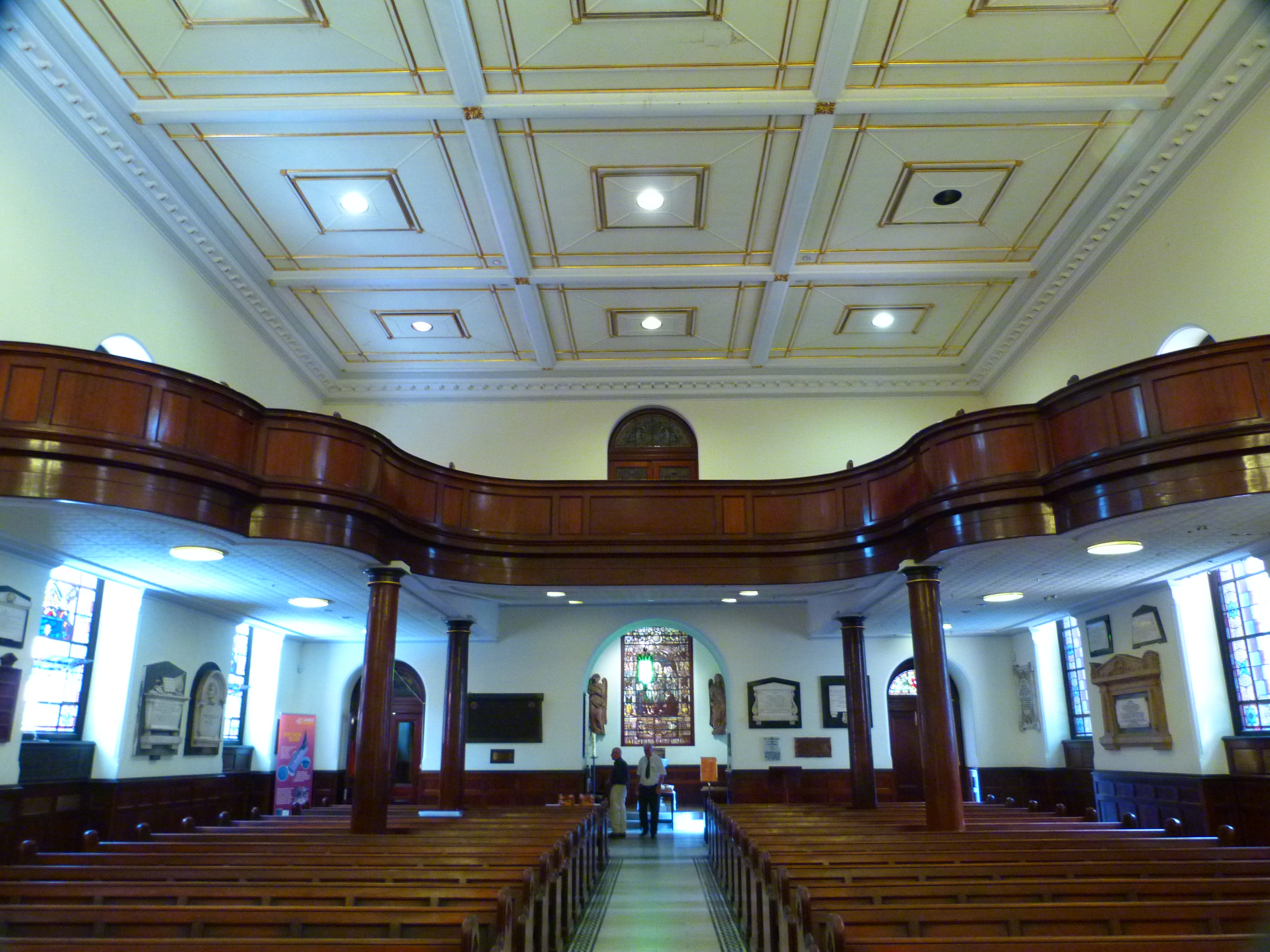
La galería en la aparte oeste de la iglesia es la única que queda

A pesar de que Sídney prosperaba, St James' tenía una aguda falta de dinero y "el gobierno consideró reducir el sitio para un ferrocarril en la ciudad". Los fideicomisatios en este momento embargaron la casa parroquial y , en 1894, usaron el dinero para una urgente restauración en el exterior del edificio. El arquitecto Varney Parkes remplazó la aguja antigua, usando cobre que había sido pretemplado para que no hubiera un cambio radical en su apariencia.  Removió relleno del pórtico del norte y diseñó un nuevo pórtico y entrada a ña torre para concordar con la sacristía este. El resultado buscado era hacer la fachada norte del edificio el aspecto ms importante.
El sucesor de Jackson fue William Car Smith, un hombre con ideales socialistas y un compromiso a la reforma social y el acercamiento espiritual. Él predicaba atrapantes y largos sermones dentro de la iglesia y por un tiempo al aire libre en The Domain también. Carr Smith trajo consigo de Inglaterra "los avances más recientes" en la restauración de la liturgia antigua, para poder ser capaz de ayudar a St James' jugar una "parte importante" en la resurrección del anglocatolicismo, poniendo nuevos estándares ceremoniales. Para servir a estos propósitos el arquitecto John H. Buckeridge fue contratado para transformar el interior del edificio, completando su trabajo en 1901. El cambio más importante fue el nuevo énfasis que se le dio al altar, que se hizo el foco de atención y "flanqueado por el púlpito, los escritorios de lectura y el podio". Las características principales dentro del plan de Carr Smith eran la construcción del ábside, puesta en la sacristía este, para crear un santuario; levantar el piso de piso del presbiterio, lo que creaba una nueva plataforma, cinco escalones sobre la nave para el coro, bordeado por el órgano ahora dividido en dos secciones;  la creación de una nueva, no obstruida entrada en la torre y la galería oeste; y la eliminación de las bancas de caja en las galerías norte y este. Las placas del memorial fueron también reacomodadas. El coro fue decorado con piso de mosaico y trabajo en cobre ornamental, que complementaba la grande el podio de águila bronce, por los proveedores eclesiásticos ingleses, J. Wippel y compañía, que conmemoraba a Canon Robert Allwood. El piso del púlpito se rehízo con partes del anterior de tres pisos. El órgano, retapizado y alargado por Davidson de Sídney, fue instalado en 1903. Con la eliminación del órgano, la sacristía sur se convirtió en una capilla adicional. Ocho grandes ventanas de cristal fueron instaladas entre 1903 y 1913, junto con el nuevo púlpito, altar y retablo, todos que fueron dados como memoriales. Otra mejora fue el "poner ventanas de doble paño en el lado de King-street, para silenciar el ruido del tráfico, que era una gran molestia para tanto los clérigos oficiando como la congregación." En 1897, st James Hall fue ofrecida al padre Dorotheos Bakalliarios, un sacerdote Griego Ortodoxo de Samos, para los oficios ortodoxos en Sídney. En 1904 el arquitecto diocesano, John Burcham Clamp, fue empleado para diseñar un nuevo salón parroquial.

### SigloXX

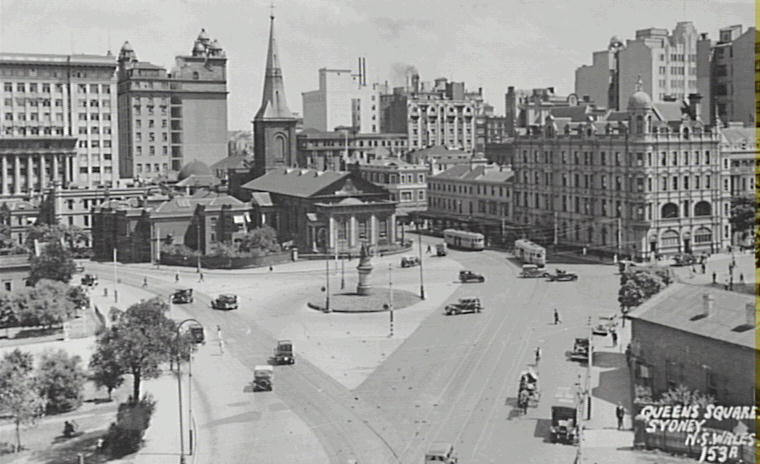
Plaza Queen, Sídney, 1930

En 1900, el gobernante, Earl Beauchamp, presentó a la iglesia un número de estolas hechas por Warcham Guild en De Londres, junto con capas y Casullas. El centenario de la primera piedra de la iglesia fue celebrado en octubre de 1919 con una serie de eventos que se extendieron a lo largo de nueve días. Las festividades incluyeron oficios donde los obispos de Armidale y Bathurst fueron predicadores invitados, música, procesiones, una lectura con linterna sobre "Sydney Antigua" por le bibliotecario municipal, y eventos sociales tales como una excursión e ferrocarril, y un almuerzo con el más importante invitado, el gobernador Sir Walter Davidson acompañado de su esposa Lady Davidson. También se planeó una bienvenida a los soldados que regresaban de la Gran Guerra. Un memorial ilustrado fue producido y vendido por dos Shillings.
Las celebraciones por el centenario del movimiento de Oxford ocurrieron durante el regimiento del octavo rector de St James', Philip Micklem. Sin embargo, "éstos no estaban centrados en la catedral, sino en St James'", siendo Sídney la única diócesis australiana que "fracasó en celebrar oficialmente la ocasión". Micklem llevó a cabo un rally el 19 de julio de 1933 en St James' Hall que fue asistido por el gobernador Philip Game y Lady Game, "y cinco obispos representando tres estados".  El aniversario 180 del movimiento de Oxford cayó en el siglo XXI, y el rector de St James' predicó en la conmemoración.
Mickelm era un "defensor pionero de la preservación arquitectura colonial antigua". Mientras el siglo pasaba, hubo algunas amenazas al ambiente histórico de la iglesia, incluyendo los juzgados de Greenway, y laos cuarteles de Hyde Park. A pesar de estas amenazas a las construcciones de la era colonial, estos sobrevivieron para formar un precinto muy importante en Sídney. Tanto la construcción como la organización siguieron sirviendo a la ciudad. Durante la Segunda Guerra Mundial, por ejemplo, la cripta fue usada como "hostal para soldados, marineros, y aviadores"  y el noveno rector, Edwin John Davidson, titular en ese periodo, "ganó la fama" por la iglesia con sus "sermones penetrantes respecto los asuntos actuales".  El undécimo rector, Frank Cuttriss, tenía una visión ecuménica - era miembro de una reunión del Consejo Mundial de Iglesias en Uppsala y un observador en el Concilio Vaticano II.
St Jmes fue el locus de varios eventos importantes a lo largo del siglo XX, incluyendo bodas y funerales de celebridades, gente notoria o significativa, visitas desde teólogos hasta clérigos mayores, y cuando era necesario, servicios para las comunidades luteranas. En la boda de la cantante Gladys Moncrieff y Tom Moore en mayo de 1924, la multitud en las calles cercanas era tan grande que el tráfico llegó a un alto total, muchas mujeres se cayeron y dos estaban tan lastimadas que fueron llevadas al hospital. Al mismo tiempo Moncrief estaba apareciendo en La viuda alegre, y regresó a la escena en la noche de su boda. St James' fue representado en la ceremonia de apertura de Puente de la bahía de Sídney por una flota con la forma del edificio de la iglesia. La iglesia estaba "llena hasta las puertas" cuando el séptimo rector, W. F. Wentworth-Shields ofició en el "impresionante" funeral de Walter Liberty Vernon en 1914. En 1950, se reportó que se formaron más de 4000 personas en las calles después del funeral de Estado en St James' del primer ministro de Suecia en Australia, Constans Lundquist, quien murió repentinamente en la Legación de Suecia en Sídney. El exgobernante controversial Sir John Kerr tuvo un funeral privado y oficio memorial en St James' en 1991, en vez de uno Estatal debido a su desaprobación como resultado de su decisión de destituir el gobierno de Whitlam en 1975. En 1993, el Arzobispo Desmond Tutu agradeció a los australianos por el apoyo durante la pelea contra el apartheid.
Durante el siglo XX los componentes musicales tanto corales como órgano se desarrollaron en un alto estándar y fueron integrales para la liturgia de St James'. Además, la música era ofrecida para la gente en general en forma de recitales, comúnmente de modos que elucidaban la liturgia y que aprovechaban la acústica de la iglesia y los escenarios sagrados. Recitales entre semana, tales como los recitales de órgano en 1936 por Bach, continuaron en adición con la música que se tocaba los domingos.

### SigloXXI

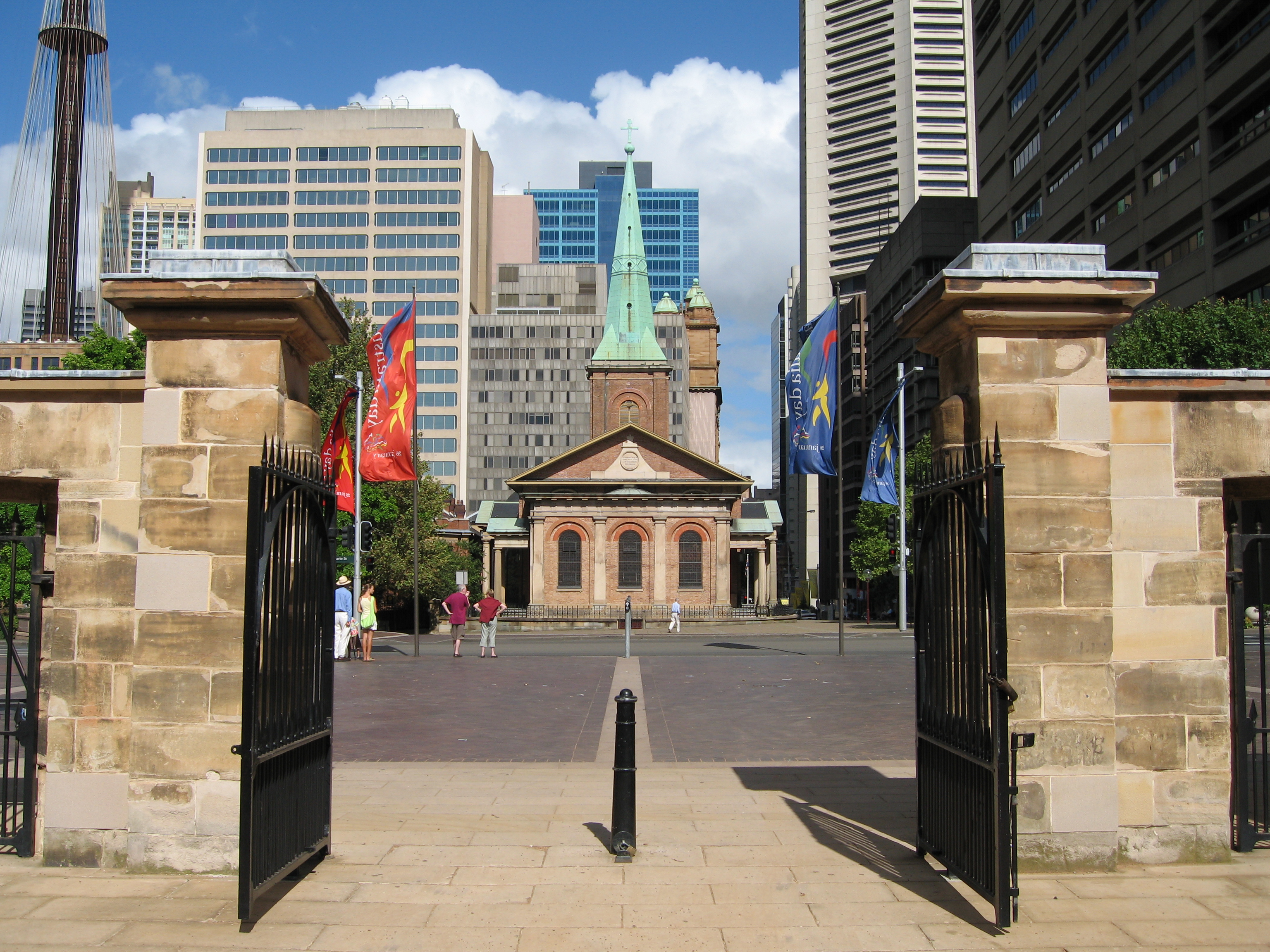
Iglesia de St James' en 2006

En el siglo XXI, St James' continua su trabajo en el centro de la ciudad por medio de su sacerdocio e involucramiento con los asuntos actuales. En el siglo XIX, había controversias respecto al tractarianismo; en el XX, fue el impacto de ambas guerras mundiales; en el siglo XXI, la iglesia ha confrontado asuntos importantes de violencia, eutanasia,  refugiados, matrimonio y sexualidad.  La relación de la iglesia con el gobierno y la comunidad legal comenzó cuando la colonia estaba bajo gobierno militar y la iglesia de Inglaterra era la religión oficial. Debido a la historia de la iglesia y su proximidad a los cuarteles de convictos (ahora un centro e inmigración), las cortes de justicia (tanto la vieja como las nuevas), y el parlamento de Nueva Saouth Wales, la relación se mantiene. Es evidente también en oficios especiales asistidos por el gobernador así como el culto anual para marcar el inicio del año fiscal.
El compromiso de St James' a la justicia social y la educación comenzó en el siglo XIX con intentos de servir tanto a convictos como pobladores. Continuó en el siglo XX con el apoyo a la gente afectada por la guerra, por ejemplo, cuando la iglesia se convirtió en un "ocupado centro de vida de tiempos de guerra". Desde temprano en el siglo XX, el servicio a la comunidad ha incluido visitas a aquellos encarcelados o enfermos, y ayuda práctica a aquellos que no tienen casa y un programa anual de seminarios educacionales en el instituto de St James'.
El 6 de febrero de 2012, el rector Andrew Sempell ofició en un thanksgiving a la Isabel II del Reino Unido para marcar el Jubileo de Diamante de Isabel II, de su ascensión al trono en un oficio llevado a cabo por el arzobispo católico de Sídney, el cardenal George Pell y el gobernador de New South Wales, Marie Bashir y el 9 de septiembre de 2015, la reina Elizabeth II se convirtió en la monarca con mayor servicio y reina de Australia, hubo un oficio coral anglicano para darle las gracias. En el oficio del aniversario, el jefe de justicia de New South Wales, Tom Bathurst, leyó la primera lectura y el oficio concluyó con el himno nacional Australiano y un postludio en órgano de Pompa y circunstancia no. 4 de Edward Elgar. El 23 de marzo de 2012, un oficio memorial para Margaret William, esposa del ex Primer ministro de Australia, Gough Whitlam, se llevó a cabo por la primera ministra Julia Gillard y muchos otros anteriores.

## Descripción

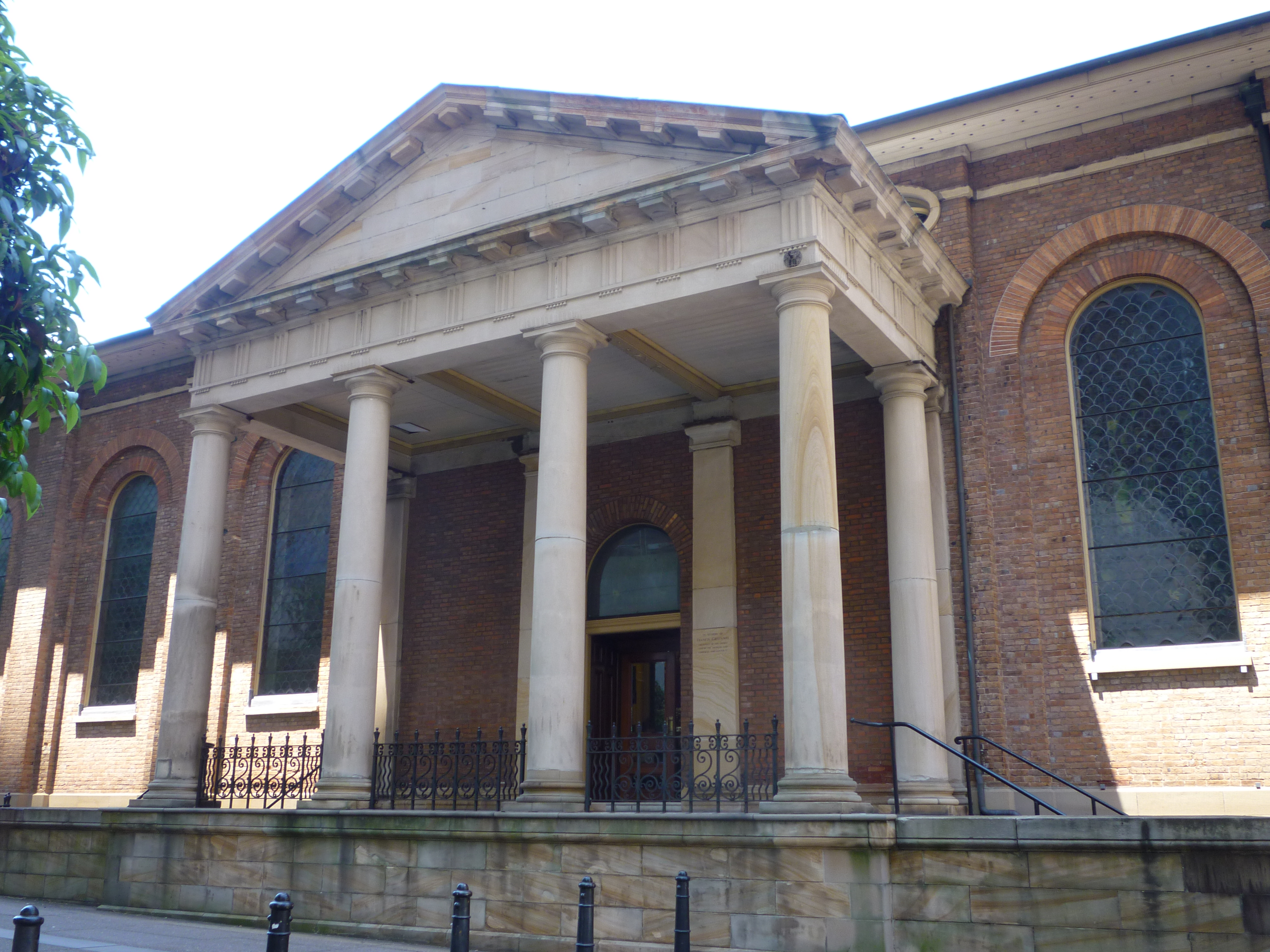
Pórtico norte

### Arquitectura
Siendo uno de los trabajos más importantes de Greenway, St James' está listado en el registro nacional del estado y ha sido llamado "una gema arquitectónica" y ha sido presentado por Dan Cruickschank en la serie de televisión de BBC Around the World in 80 Treasures. Desde 1966 hasta 1993 la aguja en St James' aparecía en el billete australiano de 10 dólares australianos junto con otras construcciones de Greenway.  En 1973, la iglesia apareció en una Sello postal de 50 centavos, uno de cuatro en una serie de ilustraciones de arquitectura australiana emitida para conmemorar la apertura de la Ópera de Sídney. El edificio antiguo de la Suprema Corte vecino a la iglesia es de la misma fecha. A través de la plaza se encuentra la "obra maestra de Greenway", Hyde Park Barracks, diseñado para alinearse con la iglesia. Al lado de los cuarteles se encuentra el edificio público más viejo de Sídney, parte del Hospital General construido en 1811 y ahora conocido como Mint Building. Separado por the Mint por el actual hospital de Sídney se encuentra Parliament House, Sídney, cuya sección central es una parte lejana del hospital antiguo, y ahora casa del Parlamento del Estado de New South Wales.
La iglesia fue construida entre 1820 y 184 con adiciones hechas después en 1834 por John Verge, quien diseñó las sacristías en el lado oriental. Además de estas sacristías, que retienen el estilo establecido y proporciones, la iglesia se mantiene exteriormente como "Gregoriana delicada" como Greenway la concibió.  Basándose en "las virtudes de la simplicidad y la proporción para lograr su meta", Greenway mantuvo la tradición clásica, sin dejarse afectar por los estilos revivalistas que se estaban promoviendo en Londres en el tiempo que el llegó a la colonia. El planeaba que la iglesia se alineara con su trabajo anterior Hyde Park Barracks, construido en 1817-19. Los dos edificios tienen proporciones similares, pilastras y gabetes, y en conjunto constituyen un ejemplo importante de planeación urbana. Antes de la vanguardia de los edificios de mucha altura, la aguja de 150 pies sirvió "como guía para los marineros que se acercasen a Port Jackson".
St james originalmente tomó la forma de un bloque rectangular simple, sin transeptos o presbiterios, con una torre en el lado oeste y un pórtico clásico de orden dórico en cada lado. A esto se agregó la sacristía de Verge bordeada de dos pequeños pórticos, y un pórtico similar como entrada a la torre. La iglesia fue construida en tabique local, sus muros divididos por pilastras de tabique en series de naves. Los muros son perforados por grandes ventanas con cabezas redondas en un color que las separa y las define de las paredes. El techo se arrastra después de los últimos muros formando un frontón triangular de proporciones clásicas y llevando una cornisa a lo largo de los aleros. Des este modo el tratamiento arquitectónico en los muros de los lados se continua alrededor de los muros límite.

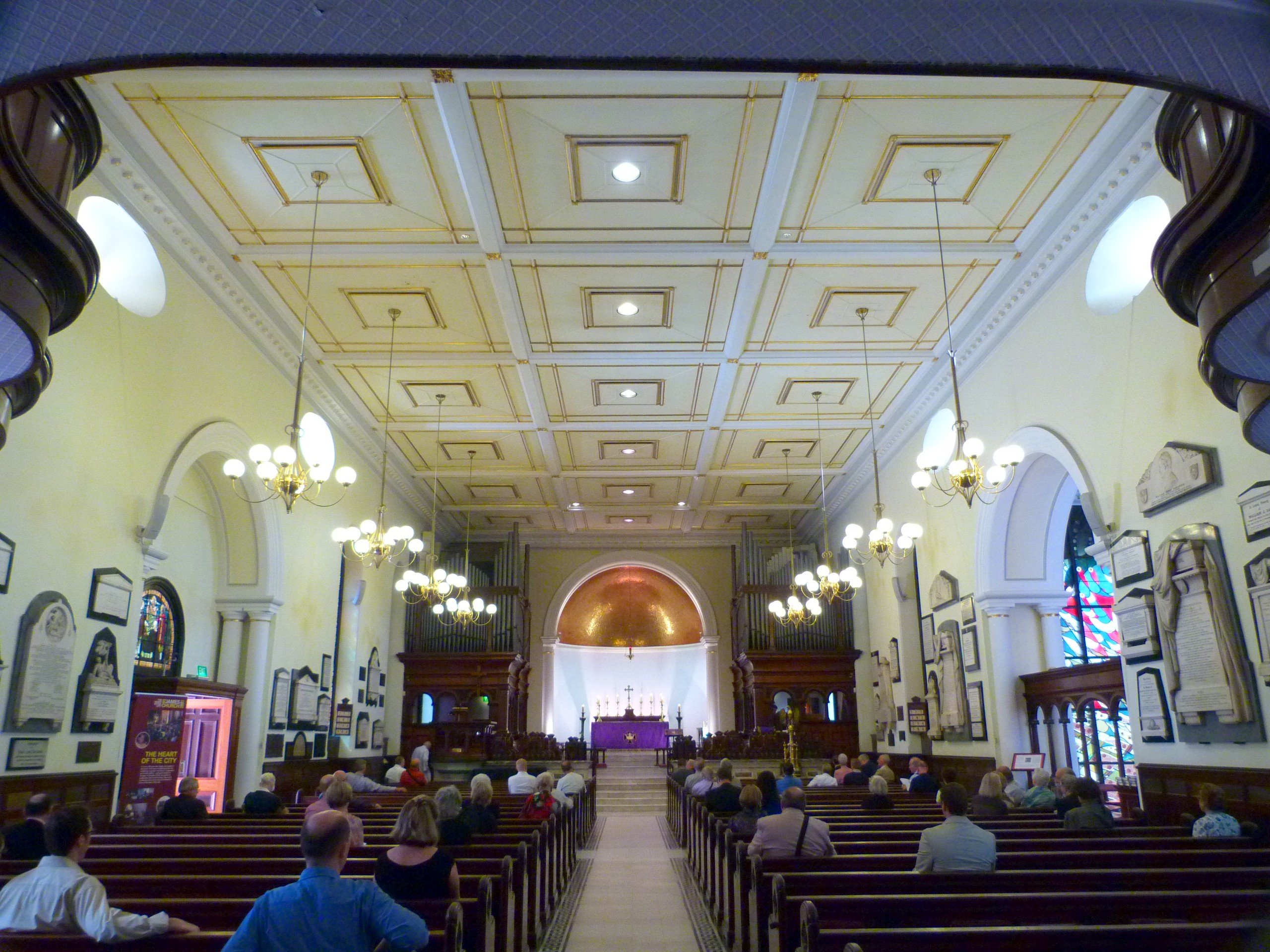
El interior viendo hacia el coro

### Interior
El interior original es muy diferente en cuanto a disposición al interior actual. No había un coro estructural, siendo el enfoque de la iglesia un púlpito grande. Durante mediados del siglo XIX, las galerías miraban hacia el púlpito desde tres lados. Todas las galerías originales, solo la del lado oeste, de Toona ciliata, se mantiene en el sitio. El techo encastonado (una adición de 1882 para reemplazar el de madera y yeso ), los bancos de baja espalda y los memoriales predominantemente clásicos, todos contribuyen al interior presente a mantener el carácter de una iglesia Gregoriana.
En el lado este, la mesa de comunión se encuentra en un pequeño ábside con un semi-domo adornado con losetas de mosaico de oro que fueron agregadas en 1960. El altar es un regalo conmemorativo de la familia Lloyd, cuyo hijo fue el primer monaguillo en St James'. Generalmente tiene un Antependium del color de la época litúrgica o festival. Son un área de coro estructural, el presbiterio está construido fuera y hacia el cuerpo de la iglesia como una plataforma adjunta con una reja de Hierro forjado y barandas de latón, con unas escaleras. El piso de mosaico del presbiterio es ornamental con diseños mostrando los Dones del Espíritu Santo junto con los símbolos de San Santiago el Grande. El presbiterio está bordeado por ambos lados con tubos de órgano.
En los muros sur y norte se encuentran 5 grandes ventanas con vitrales, y ventanas adicionales en el cubo de escaleras en el campanario y en la pared oeste. La gran mayoría están diseñados por Percy Bacon Brothers y la mayoría fueron donados como memoriales de feligreses en el periodo de 1900 a 1910. El vitral que representa a Santiago y a Juan, hijos de Zebedeo, fue diseñado por el artista Australiano Norman Carter en 1930. La ventana detrás de la Pila bautismal, representando a Cristo con los Niños, fue reparado y rededicado en 2004 por el decimoquinto rector en la presencia del primado de ese entonces, Peter Carnley.

### Capilla del Espíritu Santo

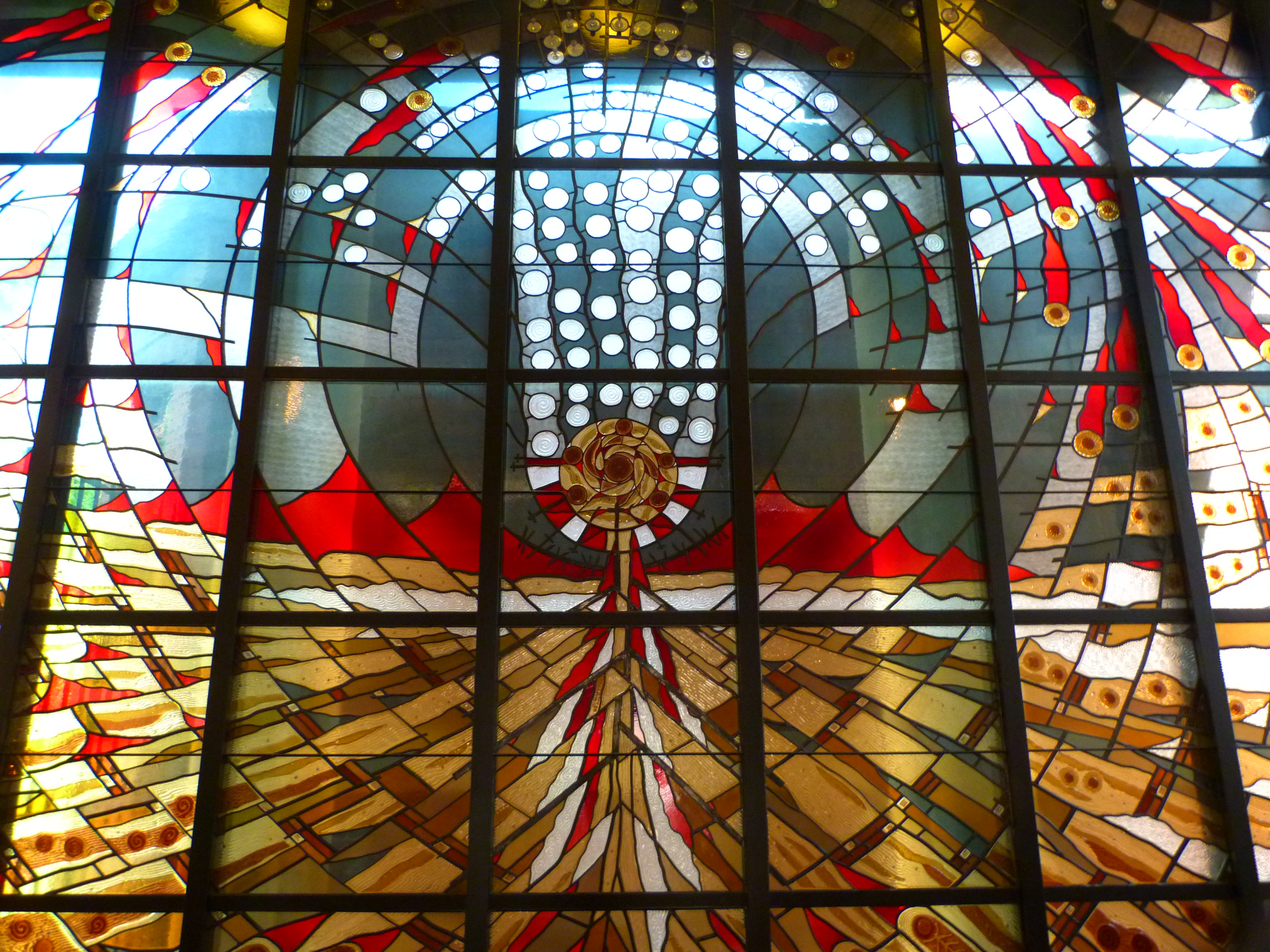
Vitral en la capilla del Espíritu Santo

Previamente cerrada y usada como sacristía y luego como cámara del órgano, el porche sur se convirtió en capilla en 1903. En 1988, el lado de la capilla fue remodelado y dedicado como la capilla del Espíritu Santo. La parroquia y el Consejo Bicentenario de New South Wales fundando el rediseño que observó l eliminación del relleno de entre las columnas del pórtico y fue remplazado con vidrio teñido. El premio "Creación de la Ventana", diseñado por el artista Australiano David Wright, disperso a través de las tres paredes y representa la interacción de la tire, aire, fuego y agua, simbolismo de la acción del Espíritu en creación, en vida y el renacimiento de Cristo.  El nuevo amueblado de la capilla fue diseñado por Leon Sadubin.

### Cripta y capilla de los niños
Debajo de la iglesia se encuentra un gran subterráneo, hecho de tabique y Bóvedas de arista. Ha sido usado para muchos propósitos: residencia por la viuda del Reverendo Hill, después de ello un sacristán; por Cannon Allwood como dormitorio de medio tiempo; para las escuelas parroquiales; y como refugio para las fuerzas australianas, americanas, e inglesas en ambas guerras mundiales. El rector Francis Wentworth-Shields le dio a la parroquia de la ciudad un "gran rol como un centro de descenso para los soldados" durante la Primera Guerra Mundial. Durante la Segunda Guerra Mundial camas y ropas de cama eran provistos a más de 30 000 soldados aliados.
La nave occidental en el lado sur de la cripta es la capilla de Santa María y los Ángeles, conocida como capilla de los Niños. Fue abierta en 1929 como una capilla para niños menores. Una forma especialmente adaptada de la comunión se celebra ahí el primer domingo de cada mes. Las cuatro paredes de la capilla y su techo están decorados con murales designados por el escritor y artista Ethel Anderson y ejecutados por la Unión de Muralistas Turramurra, un grupo de pintores modernistas que fundó en 1927. Los murales llevaron una conservación extensiva de 1992 a 1993.
La cripta fue restaurada por Geoffrey Danks en 1977--78. En el siglo XXI, las naves en ambos lados del corredor central de la cripta son usados para una variedad de usos- En el lado este se alberga una cocina comercial. Muchas de las naves son usadas como oficinas; una (La capilla de Todas Las Almas) contiene un Columbario; otra contiene una biblioteca para los párrocos.

### Memoriales, monumentos, registros
St James' provee un récord de elementos importantes en la historia de Sídney en formas tanto física como documental. Hay alrededor de 300 memoriales conmemorando importantes miembros de la sociedad colonial del siglo XIX, gente que sirvió en la colonia, generalmente párrocos del siglo XX. Adicionalmente, muchas de las ventanas vitrales y de los objetos de amueblado han sido donados como memoriales. Por ejemplo, la gran ventana vitral de San Jorge en el muro norte en un memorial a Keirth Kinnaird Mackellar, quien murió en segunda guerra bóer a los 20 años. Él era hermano de la poetiza Dorothea Mackellar. Estos memoriales son la razón por la cual la iglesia suele ser llamada "La Abadía de Westminster del Sur". Tan antiguas como 1876, las tabletas del muro eran descritas como "llenas de recuerdos tristes para los habitantes viejos, reminiscencias interesantes para aquellos que han estudiado la historia australiana.
El primer monumento erigido en la iglesia fue el memorial al comodoro Sir James Brisbane, quien murió en Sídney en su camino para servir en Sudamérica en comando del HMS Warspite. Fue esculpido por Sir Francis Chantrey, enviado a Sídney por Lady Brisbane e instalado en la iglesia en 1830. El memorial comenzó la tradición de las tabletas memoriales para "gente prominente". El memorial de Robert Wardell en 1834 llamado "proscrito" en latín como "a latrone vagante occiso". Otros cuatro monumentos fueron instalados entren 1830 y 1839. El único memorial en el que aparece un indígena australiano es el de Edmund Kennedy conocido por ser "un comunicante en St James') on cuya tableta Jackey Jackey es recordado. Hay memoriales para la familia de Naturistas Macelay, Alexander y William Sharp Macleay. El memorial más grande del siglo XX es el memorial de la guerra, el diseño de Hardy Wilson, dedicado el 14 de junio de 1922. Conmemora más de 50 personas asociadas con St James' que fueron asesinados en la Primera Guerra Mundial. En 2014 St James fue parte de una serie de conmemoraciones del bicentenario de la muerte del primer regente de la colonia, Arthur Philip. El 31 de agosto, una placa memorial, similar a la que estaba puesta en la Nave de Westminster Abbey fue revelada el 9 de julio por la 37.ª regente, Marie Bashir.
La iglesia contiene todos los registros de bautizo y matrimonio desde 1824 hasta el día de hoy. Estos eran escritos a mano; las formas impresas empezaron a existir por "orden gubernamental" en 1826. Ya que no era obligatorio registrar los nacimientos, muertes, y matrimonios hasta después de 1855,  os registros contenidos en St James' son particularmente valiosos para los historiadores y genealogistas y las copias se encuentran en la Biblioteca nacional de Australia

### Renovación, restauración, y conservación
Desde su erección, la construcción ha pasado por varias reparaciones importantes, renovaciones y conservaciones, incluyendo trabajos en la estructura, los vitrales, los pisos de mosaico en el coro y santuario y la conservación de la capilla de los Niños. Trabajos importantes se hicieron en el interior y en la aguja en 1890, y en la cripta en 1970.
La aguja fue restaurada extensivamente de 2008 a 2010, incluyendo la mampostería, los marcos interiores, la cubierta de cobre de la orbe y de la cruz. La aguja fue rededicada el 20 de octubre de 2010.  Las restauraciones fueron premiadas el premio del patrimonio por el Fondo Nacional de Australia en 2011  y el premio del Patrimonio de Greenway por la AIA. TEl jurado dijo que el trabajo de restauración mostraba "importancia consumada por el arquitecto, ingeniero y constructor en conservar la estructura y trama del edificio, mejorando su fuerza, desempeño, y resistencia al agua".
La restauración continuó con el trabajo en las tejas del techo de la iglesia y la barda perimetral de piedra arenosa. Las tejas españolas, instaladas en los 70s demostraron no ser resistentes en el clima de Sídney debido a su alto contenido de hierro y las malas reparaciones solo resultaron en un daño mayor. La solución al deterioro de las tejas fue reemplazarlas con tejas galesas. El proyecto del techo fue completado después de una labor de captación de fondos apoyada por el Fondo Nacional de Australia. En 2013, el interior fue repintado después de una preparación que "involucró pruebas de color y selección, protección de memoriales y reparaciones acústicas en el techo". Como un edificio listado en el patrimonio, la iglesia tiene un programa de conservación continua. Sus custodios se mantienen "siempre conscientes" de su responsabilidad con el público en general así como a la congregación.

## Adoración y ministerio

### Liturgia
St James tres comuniones los domingos: una hablada, una cantada, y una coral. Hay una oración vespertina cada miércoles y también un domingo de cada mes. Las comuniones y otros oficios también se llevan a cabo entre semana y un coro con túnicas contribuye a su "adoración estilo catedral". Los oficios festivos son populares y conocidos por sus estándares de liturgia y música, particularmente aquellos que se celebra en días importantes del año religioso como Semana Santa y de Pascua, los villancicos de advenimiento y las Nueve Lecciones y Villancicos, misa de medianoche de vísperas de Navidad y festival patronal de San Santiago. (hijo de Zebedee, también conocido como Santiago el Grande) en julio. Una serie de misas orquestadas se llevan a cabo en enero
St James continua manteniendo su liturgia formal y sacramental y ha calmado las críticas por la diócesis con varias prácticas de la "iglesia baja". Es una de las pocas iglesias Anglicanas en Sídney que ha mantenido las normas de la tradición Anglicana, incluyendo el uso de estola por el clérigo durante los oficios, especialmente durante los sacramentos como bautizos y bodas; el Libro de Oración Común y música sagrada de iglesia, incluyendo el cantar los himnos de un himnario.

### Teología
La constitución de la Iglesia Anglicana de Australia "compromete a los anglicanos a la ortodoxia general cristiana", pero sus principios rectores le dirigen a una tradición particular "representada por la iglesia de Inglaterra". La iglesia Australiana tuvo que manejar el significado de su patrimonio común "en el contexto de diferentes culturas y colonias separadas"  pero "la forma en la que el linaje ha sido apelado e interpretado...ha remarcado diferencias". Peter Carnley, ex primado de la iglesia anglicana de Australia, describió "la identidad única o esencial" del anglicanismo al "no tener mucha parte de enseñanza teológica, como un estilo de reflexión teológica"  que va desde el teologismo isabelino de Richard Hooker. San James' se conforma a esta tradición anglicanista, parte de lo cual es un disgusto general de lo que antes se refería a "entusiasmo": eso es, un disgusto de un "individualismo devoto y exuberancia emocional". La posición teológica de St James' en la liturgia es evidentemente consistente con la explicación de Carnley que la realidad encarnacional "puede ser experienciada con la ayuda de recursos estéticos, simbólicos, o sacramentales para la adoración". Tal adherencia a la importancia de o sagrado y de lo sublime en la adoración que se queda en una contradistinción de la práctica en lo que rodea la diócesis principalmente evangelista. que típicamente evita la belleza y la mantiene en una "ultra baja estética eclesiástica" combinada con "valores ultra conservadores". La enseñanza en St James' toma en cuenta los contextos tanto bíblicos como históricos. En la diócesis de Sídney, la visión distinta ha sido controversial desde el siglo XIX ya que varios recortes de la iglesia llevaron la iglesia hacia y lejos del catolicismo anglicano. Mickem, por ejemplo, renovó el clero y Davidson "lo regresó firmemente a una posición moderada ".
St James pretende ser "una comunidad cristiana abierta el inclusiva" que "acepta a todos, sin importar edad, raza, orientación sexual o religión". Durante el largo debate en la diócesis respecto a la aceptación de las mujeres como curas y también como predicadoras, por ejemplo, el clero femenino es bienvenido. Una de las primeras mujeres decretada como cura en la iglesia anglicana de Australia, la reverenda Susanna Pain, sirvió como decana en St James' y las mujeres en posiciones de liderazgo en la iglesia Anglicana como obispas Kay Goldsworthy y Genieve Balckwell, han sido invitadas a predicar. El rector actual contribuye en el debate público respecto al rol y las responsabilidades de la iglesia en un mundo secular y como respuesta a las declaraciones respecto matrimonio del mismo sexo del Arzobispo de Sídney, publicando una perspectiva divergente.

### Congregación
En el inicio, convictos, solados, gobernadores y autoridades civiles iban a la iglesia; en el siglo XXI, clientela regular, gobernantes, políticos, la comunidad legal y los indigentes crean una mezcla diversa igualmente. En 1900, tal congregación era descrita por el sexto rector como representante de "muchos tipos, muchas clases. Aquí podemos encontrar ricos, pobres, viejos y nuevos, el gobernador y el holgazán del lugar, el visitante que pasaba, y los nietos de aquellos cuyas tabletas memoriales testifican una conexión grande con la iglesia". La observación de William Carr Smith fue que "esto hace a la congregación una difícil de manejar"
Sin embargo, la congregación provee labor voluntaria y dona fondos a muchas de las actividades de la iglesia, incluyendo lavandería, administración de la biblioteca, arreglos florales, tocar la campana, cantar para el coro parroquial, y hospitalidad en la misión de la Hermana Freda. Amueblado para la capilla en el hospital de Sídney fue provisto por los párrocos durante el tiempo de Smith, cuando se hizo capellán en el hospital.

### Servicio comunitario
El trabajo de St James' por los pobres, así como por las profesiones médicas y legales de la ciudad, han sido continuos desde el siglo XIX. Desde tiempos antiguos trabajos "para los pobres de la parroquia"; la promoción de "misiones transcontinentales y misiones terrestres; los vínculos con "las profesiones en derecho y medicina" y llevar a cabo "grupos de discusión y de devoción" ha sido incorporado en la misión de la iglesia. En el siglo XX, el noveno y décimo rector hicieron énfasis en "la responsabilidad de la iglesia a la sociedad" y motivó el rol De St James' en la ciudad. En el siglo XXI, estas actividades han sido suplidas por la capellanía y servicios profesionales de asesoramiento dirigidos a manejar los problemas asociados con las tensiones de la vida de la ciudad.
"La parte más directa del trabajo por el bienestar de St James'" es Sisteer Freda Mission, que comenzó en 1899. Entre otras cosas, este ministerio provee comidas semanalmente a los necesitados y una cena completa en Navidad. Sister Freda (Emily Rich) era un miembro de la comunidad de las hermanas de la iglesia, una orden religiosa que comenzó en una escuela colegial en padington en 1885. La Hermana Freda y otros miembros de la orden tomaron la organización de su misión a los indigentes en 1899. En Navidad de 1901 "cerca de 60 hombres fueron entretenidos en la cena en St James' y después en el mediodía 250 hombres desempleados fueron atendidos co té en el mismo edificio por las hermanas de la iglesia." Después de su muerte en 1936, el nombre de la Hermana Freda fue dado a la misión y St James' tomó la responsabilidad de la organización  Desde 1954, este servicio se lleva a cabo en la cripta de la iglesia, dependiendo de donaciones, incluyendo comida provista de ozharvest, y los esfuerzos de voluntariado de los párrocos.

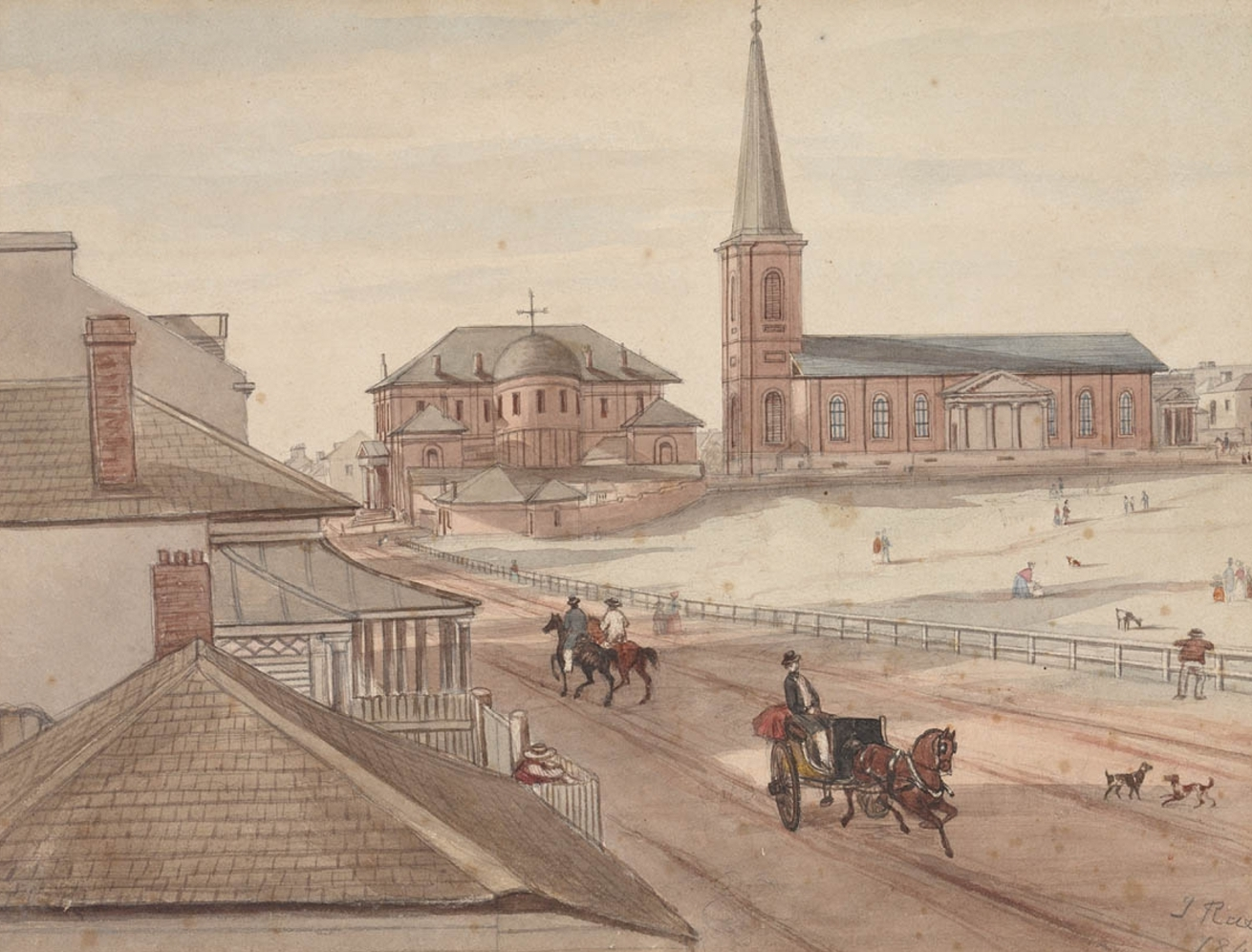
La vieja suprema corte y la iglesia de St James', mostrando su proximidad. John Rae (1842)

El ministerio de la iglesia en la fraternidad legal de Sídney es facilitado por su cercanía a los edificios usados por esta profesión, incluyendo las cortes legales, cuyo edificio es la Suprema Corte de New South Wales y las casas de Sydney Registry de la Suprema Corte de Australia; la universidad de Derecho y el campus de St James' de la Universidad de Sydney, antes la Sydney Law School, aun usada para educación legar por la universidad. Philip Street, que corre desde la iglesia, es el sito de muchos despachos de abogados asó como la Law society of New South Wales.
Gracias a su proximidad, la iglesia y la profesión legal tienen una relación ya duradera, sujeta por un oficio anual para marcar el inicio del año fiscal , que es visitado por muchos jueces, abogados y gente de la ley de la suprema corte de nueva south wales atuendo ceremonial.  En el siglo XIX, la relación fue reportad en el contexto de retrasos en la lex y preocupaciones respecto la necesidad de un nuevo set de cortes. En el siglo XX, se notó que la "relación entre la ley y la religión" era una de "dos fuerzas cooperantes, acercándose, cada una de su propio lado, a un problema que era común para ambos y asegurando la conducta adecuada"; y en el siglo XXI, el gobernador aun va a oficios especiales. Desde 1950, también siempre hay un oficio anual por los miembros de la orden de San Miguel y San Jorge.

### Educación
En el siglo XIX, las denominaciones religiosas hicieron una contribución importante a la educación en todos los niveles antes de que este asunto fuese tomado por el estado. Desde sus inicios, St James' estuvo involucrado en la educación de niños como de adults. Richard Hill, el primer ministro, "comenzó el primer jardín de niños en Australia y William Cape manejó una escuela basada en nuevos principios educativos". Hill trabajó con benevolent society, the bible society, aboriginals, el hospital, "varios establecimientos de convictos y un rango de escuelas, "incluyendo escuelas industriales. Para 1823 el edificio de escuela de Greenway había sido erigido en Elizabeth Street y la Escuela principal St James' fue situada ahí hasta 1882, convirtiéndose la escuela "normal" anglicana con más de 600 estudiantes y un rango de profesores con experiencia. En educación secundaria, una rama de Kings school operó brevemente en edificio de Greenway y el arzobispo Broughton operó en la escuela de Gramática de St James' en un edificio levantado en Philip Street. La escuela de gramática, presidida por el reverendo C. Kempo fue descrita como " de un valor inestimable para los ahora jóvenes de la colonia". El obispo Broughton también puso el St James' College para dar educación secular terciaria a los estudiantes así como prepararlos para la ordenación. La escuela de St James se cerró en 1882 y el gobierno resumió en Greenway Building. Asesorías para estudiantes  St Pauls College, University of Sydney eran originalmente povistas por la sacristía de St James'.
En el siglo XX St James' desarrolló su programa de educación para niños y adultos, y lo continuó durante el siglo XXI.  Una escuela dominicana para los niños se lleva en la cripta. Las actividades educativas para adultos son ofrecidas a través del Instituto de St James', que provee un rango de programas abiertos para todos para explorar la fe Cristiana y llevar debates acerca tópicos contemporáneos desde una perspectiva teológica. Por ejemplo, en 2012, el Instituto mantuvo un seminario en "mujeres en la iglesia australiana: historias no contadas" en conjunción con International Womens Network y MOWatch" . En 2013, hubo una reunión de "decanos y ministros de iglesias anglicanas que sirven los distritos financieros en las cidades más importantes alrededor, del mundo" para discutir la respuesta de la iglesia a la crisis financiera global.

### Clero pasado y presente
El reverendo Samuel Marsden emitió el primer sermón el 6 de julio de 1824. En 1836 el primer (y único) obispo de Australia, William Grant Broughton, se instaló en St James ya que no había catedral. Brouhgton regularmente oficiaba en St James  como el primer ordenación de un sacerdote Anglicano en Australia (el Rev. T. Sharpe) el 17 de diciembre de 1836.

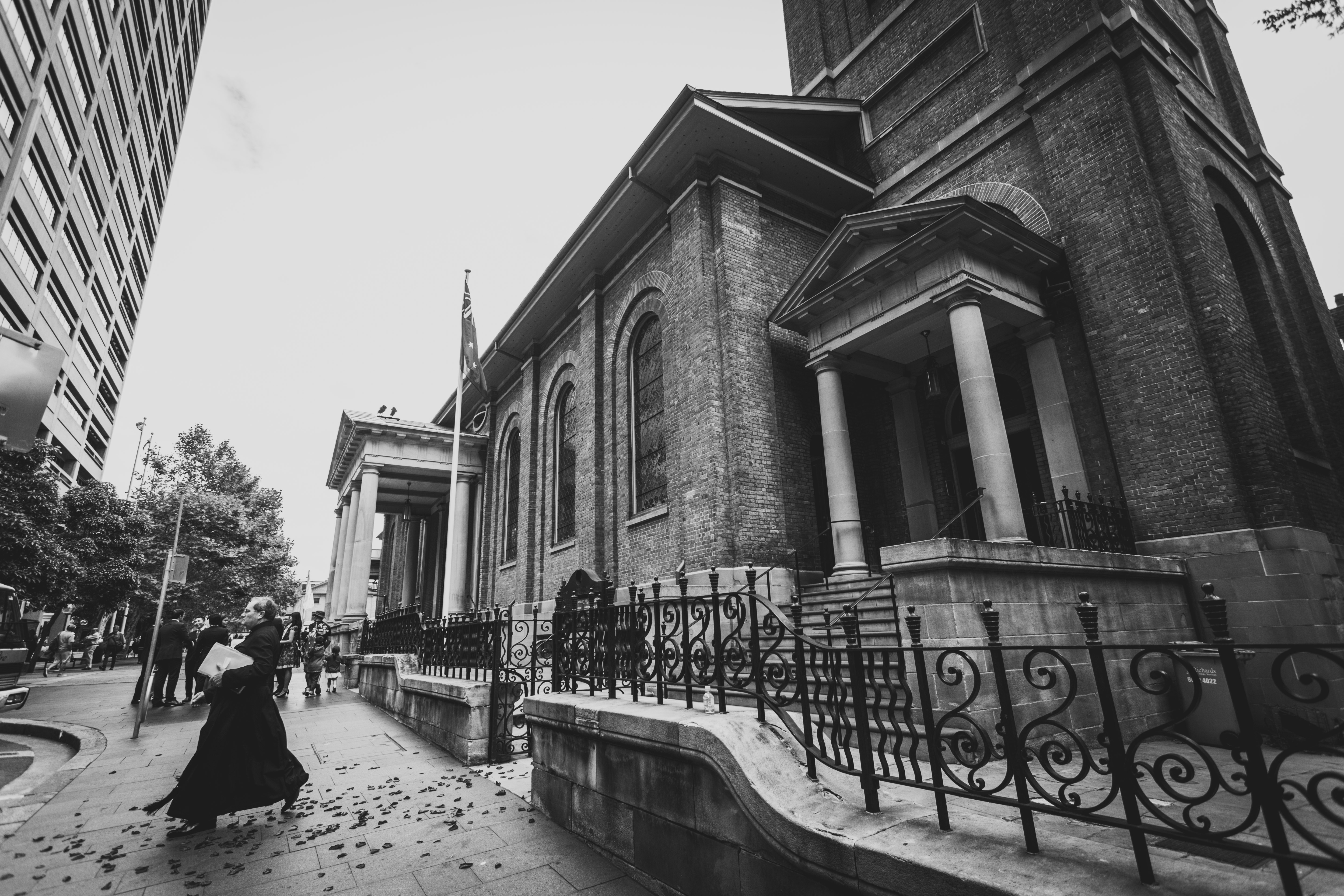
El decimosexto rector en afuera de la iglesia en King Street (2014)

El rector de St James' es asistido por rectores asociados (el título de rector no fue usado hasta 1890)  El actual rector es el reverendo Andrew Sempell y el rector asociado es John Stewart.
- 1824–1836 Richard Hill
- 1836–1838 Robert Cartwright
- 1838–1840 George Napoleon Woodd
- 1840–1884 Robert Allwood
- 1885–1895 Henry Latimer Jackson
- 1896–1910 William Carr Smith
- 1910–1916 W.F. Wentworth-Sheilds[188]
- 1917–1937 Philip Arthur Micklem
- 1938–1955 Edwin John Davidson
- 1956–1962 William John Edwards
- 1962–1975 Frank Leslie Cuttriss
- 1976–1983 Howard Charles Hollis
- 1984–1997 Peter John Hughes
- 1997–2001 Richard Hurford
- 2001–2009 Peter Walter Kurti
- 2010–presente Andrew John Sempell

|}

## Música
St James tiene una tradición musical y coral muy fuerte, "integral" a sus liturgias desde 1820, conocida por sus altos estándares de música sagrada y sus recitales y conciertos públicos. St James' tiene un coro, un órgano de tres pisos, un repique de campanas colgado para tocarles. Isaac Nathan, quien "quien se constituyó a sí mismo como galardonado musical de las colonia" y es conocido como el "primer compositor de Australia", creó una sociedad musical en St James en 1840.

### Órgano
El órgano original, instalado en la galería oeste, fue construido por John Gray of London y fue tocado por primera vez el 7 de octubre de 1827. Recibió la siguiente alabanza por parte del periódico colonial The Australian.
"El nuevo órgano de St James tocó sus primeras notas de adoración en el oficio de mediodía el domingo, a una congregación desbordante, mas numerosa posiblemente que cualquier congregación que St James jamás haya presenciado. El órgano no estaba en harmonía perfecta, esto debido, en gran parte, a su estado aún incompleto. Sus entonaciones, sin embargo, estaban completas, ricas, y armoniosas, y aquellos de la congregación no fueron pocos los que sintieron sus tonos crecer en su oído como la bienvenida voz de un amigo que se ha ido".
El órgano fue modernizado y alargado en 1870 por William Davidson. Después de un número de movimientos alrededor de las galerías, fue puesto en donde estaba planeado poner el porche sur. Al momento que el interior de la iglesia fue reconstruido en el siglo XX, fue posicionado en cada lado de la plataforma del coro al este donde ahora reside. Los especialistas en órganos Hill, Norman & Beard (Australia) Pty Ltd retapizaron el órgano y le reconstruyeron entre 1970 y 1971 por un costo de $35 000 dólares.

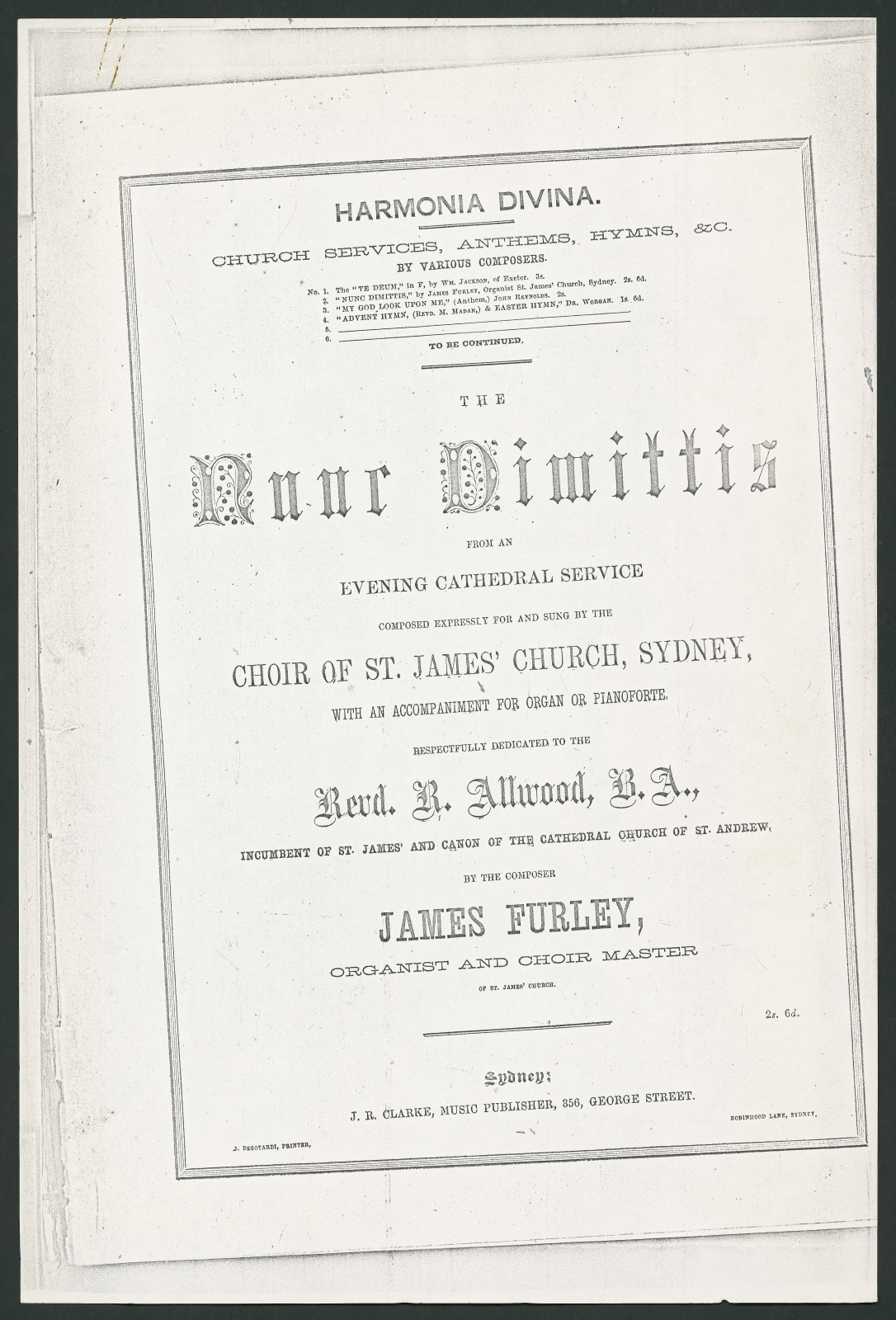
Nunc dimittis por el organista y maestro del coro, James Furley

### Coro
St James ha tenido un coro desde los tiempos coloniales antiguos. James Pearson aceptó el oficio de líder del coro en 1827 y compuso mucha de la música cantada ahí. También se ofreció a enseñar "a algunas personas, de cualquier sexo", si voluntariaban y se hacían parte de la iglesia.  En esos tiempos antiguos, "el coro era mixto, de voces masculinas y femeninas, algunas profesionales", pero para finales del siglo XIX, los coristas eran todos hombres. Hasta que Anthony Jennings fue director de Música en 195, el maestro de coro también era el organista. Algunos maestros de coro, como James Furley, también compusieron piezas originales para el coro. Arthur Mason, jefe organista a la vuelta del siglo XX, fue precedido por George Faunce Allman en el papel.
El coro actual está compuesto por cerca de una docena de adultos semi-profesionales. Cantan los domingos a las 11.00 a. m. en la eucaristía coral, los miércoles a las 6.15 p. m. en la oración vespertina, mensualmente a las 3.00 p. m. para una canción vespertina llevada a cabo el último domingo de cada mes, así como un número de días festivos entre semana a lo largo del año. En enero, durante el periodo vacacional de verano, St James presenta tres misas completamente orquestadas en las que música litúrgica de compositores como Mozart, Haydn, y Schibert se usa para su propósito original y es incorporada al oficio. En estas ocasiones, el coro es acompañado por una pequeña orquesta.

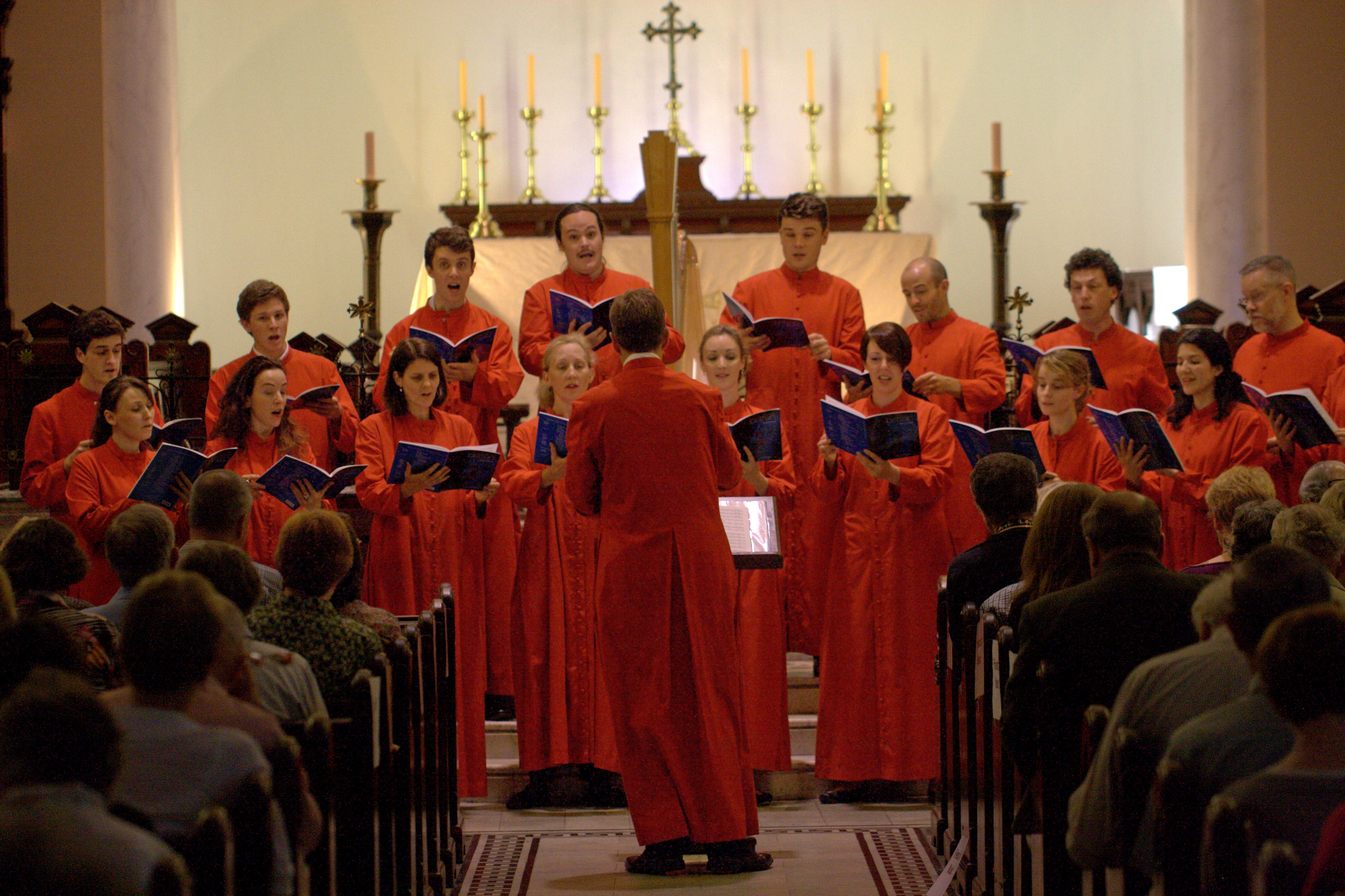
El coro cantando durante una serie de suscripción (2013)

En ocasiones, el coro de St James' se ha unido con otros coros, como cuando se unió con el Sydney Philarmonia Motet Choir o el coro de la catedral de St Mary's para presentar las Vísperas de Montverdi en 2013 Ha grabado CD y lanzado composiciones nuevas por compositores como Ann Carr-Boyd y Gordon Kerry, así como nuevos arreglos a composiciones tradicionales. También han ejecutado con grupos internacionales como Talli's Scholar's Summer School; hecho difusiones en ABC Radio, ambos en su derecho asó como liderado ensambles como Australian Baroque Brass.
Crítica musical del coro ha aparecido de la prensa desde el inicio y continúa actualmente. En 187, una cantante fue criticada por su dicción: "si su pronunciación fuera tan agradable como sus notas, se merecería alabanzas incondicionalmente", escribió un crítico en 1827. En 1845, St James' fue descrita como la "excepción" a los bajos estándares prevalentes de música de iglesia en tanto Inglaterra como New South Wales. En 2013, los cantantes de St. James y St. Mary's en conjunto fueron aclamados, por crear " un extremo bien definido y claro que se arremolinó gloriosamente".

### Líderes musicales
Organistas y maestros de coro
- 1827–1831 James Pearson
- 1831–1835 William Merritt
- 1836–1844 James and William Johnson
- 1844–1860 James Johnson
- 1860–1874 James Furley
- 1874–? Schofield
- 1876–1897 Hector Maclean
- 1897–1907 Arthur Mason
- 1907–1961 George Faunce Allman
- 1961–1965 Michael Dyer
- 1966–1994 Walter Sutcliffe

Directores de música
- 1995 Anthony Jennings
- 1995–1997 David Barmby
- 1997–2007 David Drury

Cabezal de música
- 2008–present Warren Trevelyan-Jones[214][215][216]

### Campanas

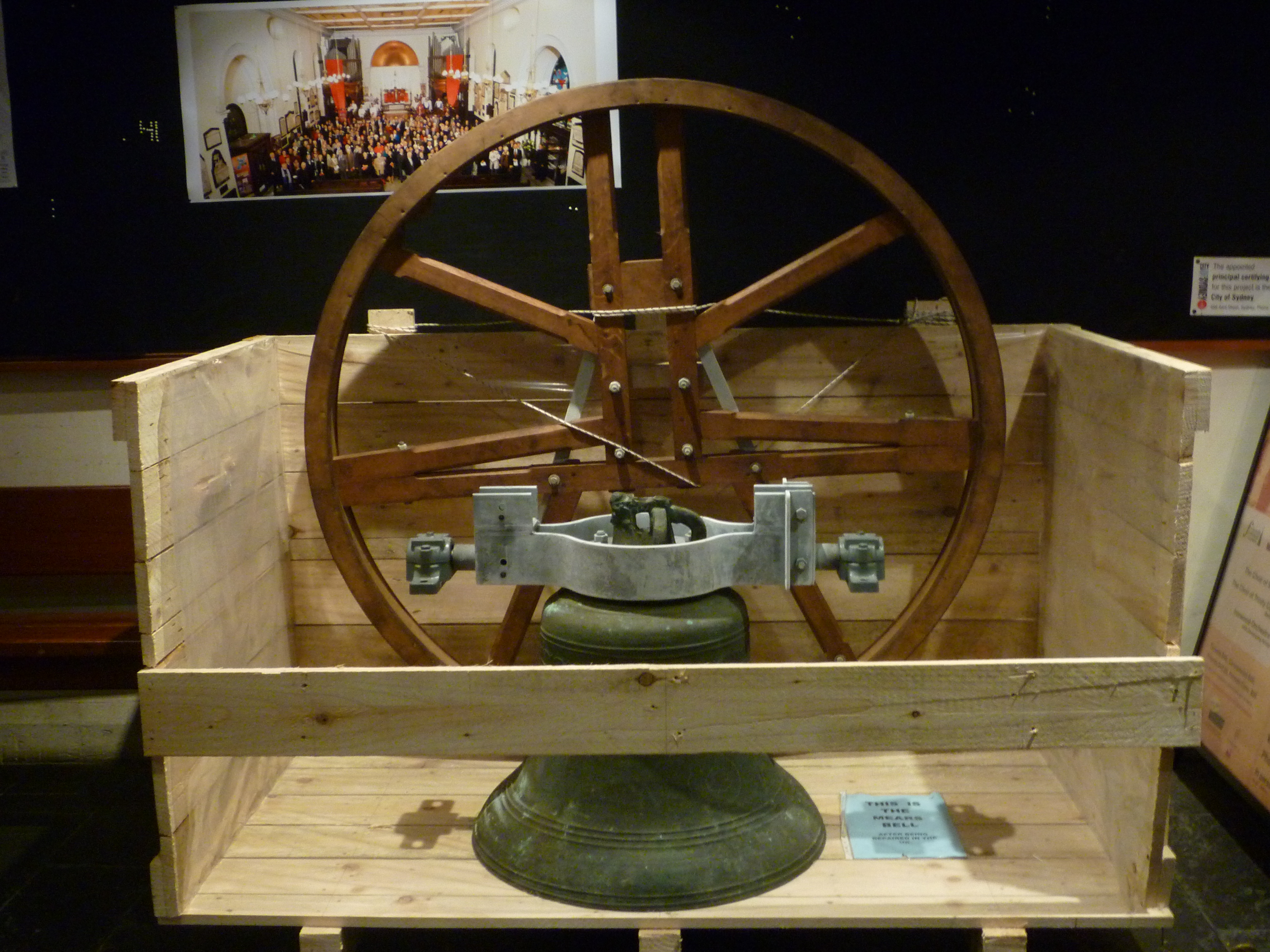
La campana Mears después de repararse (2011)

Las ocho campanas de la iglesia son sonadas por el gremio de campaneros de St James', afiliado a La asociación Australiana y de Nueva Zelanda de Campaneros. La campana tenor, pesando 10 cwt, fue moldeada en 1795 por John Rufhall y colgada previamente en la Iglesia de San Pablo, en Bristol, Inglaterra. Las campanas 1 a 7 fueron moldeadas en 200 por John Taylor Bellfounders en Loughborough, Inglaterra. Las campanas fueron dedicadas el 27 de julio de 2003 y son llamadas como gente asociada a la iglesia de St James:
- Aguda – Francis Greenway toca la nota de Sol, llamada por el arquitecto
- 2 – Mary Reibey  toca la nota de Fa#, llamado por un pionero antiguo
- 3 – Sister Freda toca la nota de Mi, llamada así por la Hermana de la Iglesia con un importante sacerdocio en la ciudad de Sídney
- 4 – Rey Jorge IV toca la nota Re, llamado por el rey que regía cuando se fundó la iglesia
- 5 – Reverend Richard Hill  toca la nota Do, llamada por el primer rector de St James
- 6 – Lachlan Macquarie toca la nota Si, llamada por el gobernador cuando se fundó la iglesia
- 7 – Eora toca la nota La, llamada por los dueños del terreno
- Tenor – St James toca la nota Sol, llamado por el santo

También hay una campana de servicio de 4¼ cwt, conocida como la Mears Bell, hecha por Thomas Mears II de Whitechapel Bell Foundry en 1820. Fue reparada ahí mismo en 2011